# コドク・エクスペリメント
『コドク・エクスペリメント』は星野之宣によるSF漫画作品。
『コミックバーズ』（ソニー・マガジンズ）にて1999年8月号から2001年2月号まで連載された。
タイトルの「コドク」は「蠱毒」の意である。生命を道具としてもてあそぶ人間の愚かさへの警鐘を鳴らす作品となっている。

## あらすじ
最強の生物兵器を作り出すことを目的とし、惑星・デロンガでは凶暴な宇宙生命体を共食い状態にさせる「コドク実験」が行われていた。しかし、惑星・デロンガの崩壊が近づいていたため、実験は中止となり実験体は惑星・デロンガに置き去りにされる。取り残された中には人間の兵士、キャノン隊長もいた。
20年後、調査船が未確認生体を収容する。

## 評価
第6回（2001年）手塚治虫文化賞では1次選考作品として次のような選評がなされている。
夢枕獏
星野の画力があってはじめて成立し得た作品。
米沢嘉博
画力、構成力、技術、アイディア、物語、そのどれも卓越している。リアリティもあり、物語の構成にも隙はない。逆に、この高い完成度、文句のつけようのなさが欠点であるかもしれない。
海外のSF小説・SF映画に対抗しうるインターナショナル性を持つ作品。

## 書籍情報
- バーズコミックスデラックス（ソニー・マガジンズ） 全3巻
  1. 2000年2月29日発売、ISBN 978-4789782364
  2. 2000年9月29日発売、ISBN 978-4789783033
  3. 2001年3月29日発売、ISBN 978-4789783460
- 幻冬舎コミックス漫画文庫 全3巻
  1. 2007年6月1日発売、ISBN 978-4344810259
  2. 2007年9月27日発売、ISBN 978-4344811157
  3. 2007年12月1日発売、ISBN 978-4344811812
- バーズコミックスリミックス 全2巻
  1. 2013年3月23日発売、ISBN 978-4344827769
  2. 2013年3月23日発売、ISBN 978-4344827776
- 新装版（バーズコミックスデラックス） 全2巻
  1. 2016年4月23日発売、ISBN 978-4344835917
  2. 2016年4月23日発売、ISBN 978-4344835924